# 饒應祺
饒應祺（19世纪？—1903年），字子維，湖北省施南府恩施縣（今湖北省恩施縣）人，清朝政治人物。
早年就學于國子監。同治六年（1867年），任刑部主事。光緒三年（1877年），任同州府知府。光緒十年，任甘肅甘州府知府。光緒十一年，任甘肅蘭州道，署甘肅按察使。光緒十五年，任甘肅鎮迪道。光緒十六年，任甘肅新疆喀什噶爾道，次年署甘肅新疆布政使。光緒十九年，任甘肅新疆布政使。光緒二十一年，署甘肅新疆巡撫。次年，任甘肅新疆巡撫。光緒二十八年，改安徽巡撫。

## 延伸阅读
[在维基数据编辑]
 《清史稿/卷448》，出自趙爾巽《清史稿》